# Brasil en los Juegos Olímpicos de Los Ángeles 1932
Brasil estuvo representado en los Juegos Olímpicos de Los Ángeles 1932 por un total de 59 deportistas, 58 hombres y una mujer, que compitieron en 5 deportes.
El portador de la bandera en la ceremonia de apertura fue el atleta Antonio Pereira Lira. El equipo olímpico brasileño no obtuvo ninguna medalla en estos Juegos.